# Avokádový olej

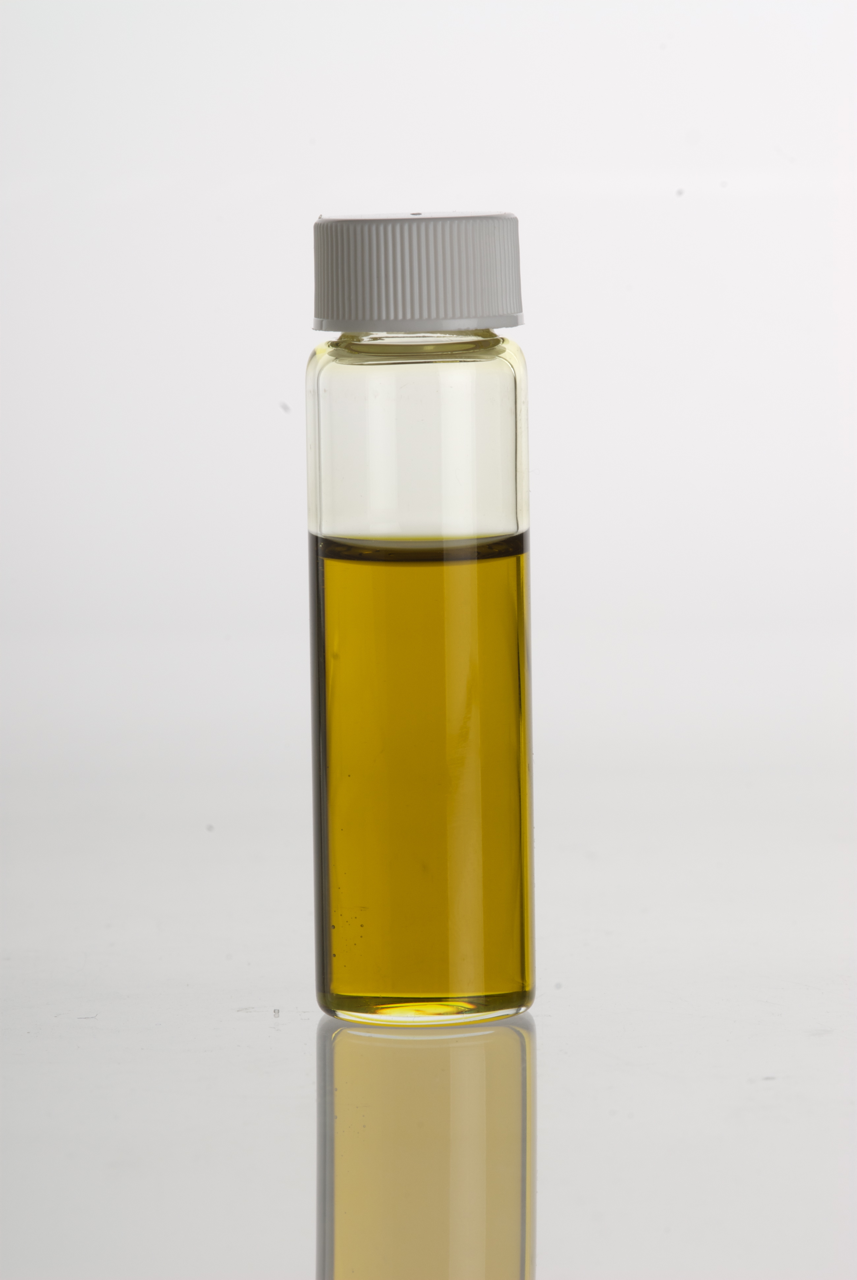
Avokádový olej

Avokádový olej je olej získávaný lisováním plodů hruškovce přelahodného – avokád. Zralé avokádo obsahuje 40–80 % oleje v sušině. Nerafinovaný olej má zelenou barvu kvůli obsahu rostlinného barviva chlorofylu. Použití nachází především v kosmetice a potravinářství.

## Složení
Avokádový olej je složením podobný olivovému oleji. Je bohatý na nenasycené mastné kyseliny.
Nasycené mastné kyseliny:
- kyselina palmitová: 10–26 %
- kyselina stearová: 0,5–1 %

Nenasycené mastné kyseliny:
- kyselina palmitoolejová: 2–12 %
- kyselina olejová: 44–76 %
- kyselina linolová: 8–25 %